# マリア・フランツィスカ・フォン・プファルツ＝ズルツバッハ
マリア・フランツィスカ・ドロテア・クリスティーナ・フォン・プファルツ＝ズルツバッハ（Maria Franziska Dorothea Christina von Pfalz-Sulzbach, 1724年6月15日 - 1794年11月15日）は、ドイツのプファルツ＝ズルツバッハ家の公女で、プファルツ＝ビルケンフェルト家の公子フリードリヒ・ミヒャエルの妃。

## 生涯
プファルツ＝ズルツバッハ公世子ヨーゼフ・カールとその妃でプファルツ選帝侯カール3世フィリップの娘であるエリーザベト・アウグステ・ゾフィーの間に生まれた。3人姉妹の末娘であり、長姉のエリーザベト・アウグステはプファルツ・バイエルン選帝侯カール・テオドールの妃である。
1746年、同族であるプファルツ＝ビルケンフェルト家のフリードリヒ・ミヒャエルと結婚したが、夫婦関係は1760年には破綻した。マリア・フランツィスカはマンハイム出身の俳優と不倫し、相手の子供を身ごもったのである。男は速やかにビルケンフェルト宮廷から追放された。マリア・フランツィスカはストラスブールで男児を出産した後、メスのウルスラ会修道院に幽閉された。1767年に夫が死ぬと、マリア・フランツィスカはズルツバッハ城に移り、1794年にこの城で亡くなり、ズルツバッハの城内教会に埋葬された。
1799年にカール・テオドールが亡くなりプファルツ＝ズルツバッハ家の男系が絶えると、マリア・フランツィスカの末息子マクシミリアン・ヨーゼフがプファルツ・バイエルン選帝侯位を継承し、更に1806年にバイエルン王に即位した。更に娘のマリア・アンナがバイエルン公家に嫁いでいる為、バイエルン国王及び現在のヴィッテルスバッハ家の人物は全員マリア・フランツィスカの子孫である。

## 子女
- カール・アウグスト（1746年 - 1795年） - プファルツ＝ツヴァイブリュッケン公
- クレメンス・アウグスト（1749年 - 1750年）
- アマーリエ（1752年 - 1828年） - 1769年、ザクセン選帝侯（後にザクセン王）フリードリヒ・アウグスト3世（1世）と結婚
- マリア・アンナ（1753年 - 1824年） - 1780年、プファルツ＝ゲルンハウゼン公（後にバイエルン公）ヴィルヘルムと結婚
- マクシミリアン・ヨーゼフ（1756年 - 1825年） - プファルツ＝ツヴァイブリュッケン公、プファルツ・バイエルン選帝侯、バイエルン王